# Red Zone (jeu vidéo, 1992)
Pour les articles homonymes, voir Red Zone.
Red Zone est un jeu vidéo de course de moto en 3D développé et édité par Psygnosis en 1992 sur Amiga.

## Équipe de développement
- Conception : Dan Gallagher, Nick Burcombe, Andrew Watkins, Tony Parkes, Steve A. Riding
- Programmation : Dan Gallagher
- Graphisme : Garvan Corbett, Lee Carus-Westcott, Neil Thompson, Nick Burcombe